# Culex egcymon
Culex egcymon är en tvåvingeart som beskrevs av Dyar 1923. Culex egcymon ingår i släktet Culex och familjen stickmyggor.
Artens utbredningsområde är Panama. Inga underarter finns listade i Catalogue of Life.